# Oithona helgolandica
Oithona helgolandica är en kräftdjursart som beskrevs av Claus 1863. Oithona helgolandica ingår i släktet Oithona och familjen Oithonidae. Det är osäkert om arten förekommer i Sverige. Inga underarter finns listade i Catalogue of Life.